# Altagracia
Altagracia là một khu tự quản thuộc tỉnh Rivas, Nicaragua. Khu tự quản Altagracia có diện tích 211 ki lô mét vuông. Đến thời điểm năm 2005, huyện Altagracia có dân số 19955 người.